# Дан, дани... Неџада К.
„Дан, дани... Неџада К.” је југословенски ТВ филм из 1982. године. Режирао га је Душан Сабо а сценарио је написао Душан Сабо.

## Улоге
| Глумац          | Улога    |
| --------------- | -------- |
| Мирза Тановић   | Недзад   |
| Суцрија Бојчић  | Њоњо     |
| Зијах Соколовић | Конобар  |
| Драгана Варагић | Ивана    |
| Наташа Маричић  | Шалтерка |
| Богданка Савић  | Мајка    |
| Ђорђе Јелисић   | Отац     |
| Еуген Ференци   | Фриц     |
| Хасија Борић    |          |
| Суада Херак     |          |

Остале улоге  ▼
| Глумац             | Улога |
| ------------------ | ----- |
| Зорица Кењић       |       |
| Суада Ахметашевић  |       |
| Младен Јеличић     |       |
| Миодраг Трифунов   |       |
| Раде Чоловић       |       |
| Хранислав Рашић    |       |
| Светлана Новаковић |       |